# Ернест Фрідріх Гілг
Ернест Фрідріх Гілг (12 січня 1867 — 11 жовтня 1933) — німецький ботанік.
Гілг був куратором Ботанічного музею у Берліні. Зі своїм товаришем ботаніком Адольфом Енглером він був співавтором та опублікував «Syllabus der Pflanzenfamilien» (8-е видання 1919). Також він зробив свій внесок у працю Енглера «Das Pflanzenreich», (наприклад, у розділі, присвяченому родині Monimiaceae).

## Рослини, описані Гілгом
Протягом свого життя Гілг описав багато видів рослин. Він описав 42 види та підвиди різних трав.
- Ancistrocladus hamatus (Vahl) Gilg[7], (syn. Wormia hamata Vahl[8])
- Lilium tsingtauense Gilg[9]

## Почесті
На його честь названо рід рослин Gilgiochloa Pilg. з родини Злаки (Poaceae).

## Публікації
- Pharmazeutische Warenkunde, 4. Auflage 1911
- Grundzüge der Botanik für Pharmazeuten, 6. Auflage 1921
- Lehrbuch der Pharmakognosie, 3. Auflage 1922